# Parafia Najświętszej Maryi Panny Królowej Polski we Wrzawach
Parafia Najświętszej Maryi Panny Królowej Polski we Wrzawach – została erygowana w roku 1271. Powstała z części osad parafii gorzyckiej, znajdujących się na prawym brzegu Sanu. San płynął wówczas innym, niż obecnie korytem, oddzielając parafian z Wrzaw od kościoła gorzyckiego. Z czasem z parafii wyodrębniono parafie w Pniowie (1464 r.) i w Radomyślu (1614 r). 
Obecny kościół został wybudowany w latach 1958–1961 w miejscu spalonego w czasie działań wojennych w roku 1944.
Do parafii należy obecnie tylko miejscowość Wrzawy.

## Poczet Proboszczów
Niektórzy z proboszczów parafii to:
- ks. Antoni Hadziewicz (druga połowa XVIII w.)
- ks. Ignacy Lisowski (1800–1834)
- ks. Mikołaj Szymański (1834–1872)
- ks. Jan Stępień (1875–1903)
- ks. Jan Jayko (1904–1923)
- ks. Alojzy Sierżęga (1923–1961)
- ks. Stanisław Szczepański (1961–1968)
- ks. Michał Ziółkowski (1968–1984)
- ks. Józef Markowicz 1984- ?)
- ks. mgr Marcin Czajka {od 2023)